# Jasuhiko Okudera
Jasuhiko Okudera (* 12. březen 1952) je bývalý japonský fotbalista.

## Klubová kariéra
Hrával za Furukawa Electric, Köln, Hertha, SV Werder Bremen.

## Reprezentační kariéra
Jasuhiko Okudera odehrál za japonský národní tým v letech 1972–1987 celkem 32 reprezentačních utkání.

## Statistiky
| Japonsko | Japonsko | Japonsko |
| Roky     | Záp.     | Góly     |
| -------- | -------- | -------- |
| 1972     | 6        | 1        |
| 1973     | 0        | 0        |
| 1974     | 0        | 0        |
| 1975     | 5        | 0        |
| 1976     | 8        | 7        |
| 1977     | 4        | 0        |
| 1978     | 0        | 0        |
| 1979     | 0        | 0        |
| 1980     | 0        | 0        |
| 1981     | 0        | 0        |
| 1982     | 0        | 0        |
| 1983     | 0        | 0        |
| 1984     | 0        | 0        |
| 1985     | 0        | 0        |
| 1986     | 4        | 0        |
| 1987     | 5        | 1        |
| Celkem   | 32       | 9        |